# ثريا إبراهيم
ثريا إبراهيم (3 ديسمبر 1937 - 18 يناير 2015)، ممثلة مصرية.

## عن حياتها
شاركت في أدوار ثانوية في عديد الأعمال الفنية وتقوم في أغلبها بدور الأم من أعمالها مسلسلات حديث الصباح والمساء وتامر وشوقية والجبل ولحظات حرجة ومن أفلامها عندليب الدقي وحريم كريم والسلم والثعبان، وقامت بدور «الكبيرة» في فيلم كتكوت عام 2006 ومثلت بمسرحية شارع محمد علي مع الممثلة القديرة شريهان ومثلت بمسرحية كعبلون مع الممثل القدير سعيد صالح.
وهي من مواليد مدينة طنطا محافظة الغربية وكانت هاوية للتمثيل فمثلت على مسرح الثقافة الجماهيرية ولها من الأبناء أربعة ثلاثة أولاد وبنت تعمل بدار الاوبرا المصرية وشاركت في أعمال ديزني المدبلجة للعربية مثل فلم إنمي شركة المرعبين المحدودة والديناصوارات وأطلانتس المفقودة.
صاحبة أشهر الأدوار بشركة ديزني.
شخصيات أفلام "ديزني" المدبلجة بالعربية، وهي "Monsters. Inc"، و"Cars"، و"Atlantis: The lost Empire". وقامت بدور دانة للموضة من فيلم أبطال خارقون، روز من فيلم شركة المرعبين المحدودة، نظلة من فيلم سيارات، مدام بكار من فيلم أطلنتس الإمبراطورية المفقودة، إيما من فيلم ديناصور والجرسونة من فيلم حياة الإمبراطور الجديدة".

## أعمالها

### أفلام
| - قط وفار:2015-خالة عباس القط - توم وجيمي:2013-جدة توم-ضيفة شرف - حظ سعيد:2012-حماة سعيد - أمن دولت:2011-الجدة - البيه رومانسي:2009 - احكي يا شهرزاد:2009 - بوبوس:2009 - مجانين نص كوم:2008 - ورقة شفرة:2008-جدة فايز - عندليب الدقي:2007-والدة العندليب - عمر وسلمى:2007-ننانا - خارج على القانون:2007-جدة هنا - قصة الحي الشعبي:2006-العالمة العجوز | - كتكوت:2006-الكبيرة - وش إجرام:2006 - إيه النظام:2006 - خالي من الكوليسترول:2005-زوجة اللي كسب مليون جنيه - سيد العاطفي:2005-مديرة الأكاديمية - حريم كريم:2005-تيته تفيدة - دنيا:2005 - أحلام عمرنا:2005-أم نهى - خالتي فرنسا:2004 - اختفاء جعفر المصري:2002-أم همأم - العشق والدم:2002-الست النمأمة - النعامة والطاووس:2002-أم حمدي - السلم والثعبان:2001-والدة أحمد | - شروع في قتل:2000 - النمس:2000-ان برديس - رجل له ماضي:2000-بداري المزيفة - أرض الخوف:2000-زوجة شنقرة - الشرف:2000-اللي راح ابنها للحرب - معتقل الحب:1999 - حائط البطولات:1998-أم علياء - نوبة حراسة:1997 - عفريت النهار:1997-أم عبده - حلق حوش:1997-صاحبة حوالة الكويت - يا دنيا يا غرامي:1996 - سوق النساء:1994 - الباشا:1993-أم العاهرة المنتحرة | - آه .. وآه من شربات:1992-والدك أشرف - هارب من التجنيد:1992-والدة شلبية - زوجتي والذئب:1992 - الطقم المدهب:1990 - أرملة رجل حي:1989 - المعلمة سماح:1989-أم زوبة - صائد الأحلام:1988-أم احمد - وعد ومكتوب:1986 - منزل العائلة المسمومة:1986 - الحكم آخر الجلسة:1985 - مين فينا الحرامي:1984 - أولاد الملجأ:1983 |

### مسلسلات
| - مزاج الخير:2013 - الباب في الباب (ج3):2013 - ورد وشوك:2012 - الخواجة عبد القادر:2012 - الهلالي سلالم:2012 - لحظة ميلاد:2011-أم علي - نعم ما زلت آنسة:2010-عنايات زوجة بدراوي - بره الدنيا:2010 - حرمت يا بابا (ج2):2010-ضيفة شرف - حكايات وبنعيشها: فتاة الليل:2010 - متخافوش:2009-أم داوود - كريمة كريمة:2009-والدة كريمة - حرمت يا بابا:2009-ضيف شرف - 6 ميدان التحرير:2009 - وكالة عطية:2009 - علي مبارك:2008-ضيفة الحلقات - الفاضي يعمل إيه:2008 - راسين في الحلال:2008 - أغلى الناس:2008 - ظل المحارب:2008 - شريف ونص (ج1):2008 - رست هاوس:2008 - عاليها واطيها:2008 - لحظات حرجة (ج1->3):3 مواسم-أم محمد حسين - المصراوية (ج1، 2):2007، 2009 - خطوة عزيزة:2006 - حياتي أنت:2006 - المطعم شي توتو:2006 - تامر وشوقية (ج1، 4):2006، 2009-لميس - أولاد الغالي:2006 - اللي اختشوا ماتوا:2006 - سوق الخضار:2006 - الجبل:2006 - أولاد الشوارع:2006 - أريد حلا:2005 - للثروة حسابات أخرى:2005 - السلمانية:2005-أم غريب - العميل 1001:2005 - قصاقيص ورق:2005 | - ينابيع العشق:2005 - عواصف النساء:2005 - زهور شتوية:2005 - الست أصيلة:2005 - ريا وسكينة:2005-أم عبد العال - يا ورد مين يشتريك:2004-أم رضوان - محمود المصري:2004-ماريكا - أشرار وطيبين:2004 - عفاريت السيالة:2004 - بطة وأخواتها:2004 - امرأة من نار:2004 - القاهرة منفلوط والعكس:2004 - قلبي يناديك:2004 - أوراق مصرية (ج3):2004-أم أنور - مصر الجديدة:2004-أم هلال - الحب والعنف:2004 - القرار الأخير:2004 - غدا يوم اخر:2003 - خان القناديل:2003 - الحقيقة والسراب:2003-خادمة - أبيض x أبيض:2003 - تعالى نحلم ببكره:2003 - أمس لا يموت:2003 - حكايات زوج معاصر:2003 - قمر سبتمبر:2003 - الأصدقاء:2002 - أميرة في عابدين:2002 - أين قلبي:2002 - لدواعي أمنية:2002 - طرح البشر:2002-أم زهران - إنسى اللي فات يا فرحات:2002 - خالف تعرف:2001 - أهل الدنيا:2001 - البيضاء:2001 - حديث الصباح والمساء:2001-نبوية - النساء قادمون:2001-رئيسة مجلس إدارة المجلة النسائية - شجر الأحلام:2001 - مقام المالطي:2001 | - عين العقل:2001 - أوان الورد:2000 - المحاربون:2000 - نساء في الغربة:2000 - زيزينيا (ج2):2000-الداية أم ياقوت - وجع البعاد:2000 - سوق الرجالة:2000 - السفينة والربان:2000 - ع الحلوه والمره:1999 - نهار وليل:1999 - افتح قلبك:1999 - حرث الدنيا:1999 - حلم آخر الليل:1999-زوجة حمدون العتر - حضرة المحترم:1999-سنية زوجة بسيوني - الجانب الآخر:1998 - رد قلبي:1998-أم كريمة-ضيفة الحلقات - أوراق من المجهول:1998 - ومنين أجيب ناس:1998 - امرأة من زمن الحب:1998-والدة مسعد - سنوات الشقاء والحب:1998 - أحلام العصافير:1998-رئيسة هالة في العمل - هارون الرشيد:1997 - اللص الذي أحبه:1997 - الدوائر المغلقة:1997-عزيزة - ضد التيار:1997 - جمهورية زفتى:1997 - هوانم جاردن سيتي (ج1، 2):1997، 1998-رهوان - ترويض الشرسة:1996-أم هالة - وسادسهم الزمن:1996 - لن أعيش في جلباب أبي:1996 - حارة المحروسة:1996 - أبو العلا 90:1996 - الوتد:1996 - حكايات من حارتنا:1995 - لن أمشي طريق الأمس:1995-أم جابر - عظمة يا ست:1995 - المال والبنون (ج2):1995 - الشراقي:1994 | - البحث عن عبده:1992 - وما زال النيل يجري:1992-أم مجاهد - إمرأة وثلاثة وجوه:1992 - حافة الهاوية:1992 - ضمير أبلة حكمت:1991 - ضحى:1990 - الوسية:1990 - شارع المواردي (ج1، 2):1990، 1995-باتعة - اللي معاه قرش:1988 - بنات الأصول:1988 - اللقاء الثاني:1988 - ليالي الحلمية (ج1):1987-بديعة - رحلة في نفوس البشر:1987 - رفاعة الطهطاوي:1987 - ناس مودرن:1986 - الطاحونة (ج2):1986 - وكسبنا القضية:1986-المفتشة - برديس:1985 - زهرة والمجهول:1984 - أجمل الزهور:1984 - الامتحان:1983 - مفتش المباحث:1979 - الأنصار - بنات الثانوية - حواديت كل يوم - لن أخضع لرجل - أمينة - جنة حتحوت - هي عندما تحب - الوصي - عيون الاخرين - الهـودج - عندما تضحك الأوتار - اثنين تحت الصفر - فرط الرمان - بلاد السعادة - ناس كده وكده - مغامرات ميشو |

| - أطلانتس الإمبراطورية المفقودة: مدام بكار - حياة الامبراطور الجديدة: الجرسونة - ديناصور: إيما - أبطال خارقون: دانة للموضة - سيارات: نظلة - شركة المرعبين المحدودة وجامعة المرعبين: روز | \| - الأقنعة:2006 - حكايات اليومين دول:2004 - باب النجار:1995-أم ليلى - أبناء الغربة:1990 - لن أعود إليها - الحب أقوى - زوجته الثانية \| - رسمية - شيء من الحب - على ذمة التحقيق - يا مالك قلبي - البريء والصورة - رزق بياع الترمس - الشكل والمضمون \| | - شارع محمد علي:1991-خروبة - أولاد الشوارع:1987 - كعبلون:1985-ست الكل - عيب يا محترم - في المراية - لو كنت حليوة - الزير سالم:1985 | - جيران الهنا:1997-ضيفة شرف - الحلو ما يكملش:1997 - مشاهير الدلتا:1997 - المتزوجون في التاريخ:1993 - عجايب صندوق الدنيا:1991-ضيفة شرف | - بكر وهندام:1996 - حياتي:1988 |
| - الأقنعة:2006 - حكايات اليومين دول:2004 - باب النجار:1995-أم ليلى - أبناء الغربة:1990 - لن أعود إليها - الحب أقوى - زوجته الثانية                                                      | - رسمية - شيء من الحب - على ذمة التحقيق - يا مالك قلبي - البريء والصورة - رزق بياع الترمس - الشكل والمضمون | | |                                |

## وفاتها
توفيت في 18 يناير 2015 نتيجة لازمة صحية شديدة في مدينة القاهرة وشيعت الجنازة من مسجد عوارة بطنطا مع غياب كل الفنانين ودفنت في مدافن الاسرة بطنطا.

## روابط خارجية
- ثريا إبراهيم على موقع الدهليز
- ثريا إبراهيم على موقع قاعدة بيانات الأفلام العربية